# Lijst van burgemeesters van Harderwijk
Dit is een lijst van burgemeesters van de Nederlandse gemeente Harderwijk in de provincie Gelderland.
| Ambtsperiode    | Naam burgemeester                                          | Partij of stroming | Bijzonderheden                                  |
| --------------- | ---------------------------------------------------------- | ------------------ | ----------------------------------------------- |
| 1619 - 1649     | Dr. Ernst Brinck                                           |                    |                                                 |
| 1759            | Reinder Christoffel de Wolff van Westenrode                |                    |                                                 |
| 1767            | Reinder Christoffel de Wolff van Westenrode                |                    |                                                 |
| 1770            | Mr. Willem de Meester van 's Heerenloo                     |                    |                                                 |
| 1772            | Reinder Christoffel de Wolff van Westenrode                |                    |                                                 |
| 1775            | Mr. Willem de Meester van 's Heerenloo                     |                    |                                                 |
| 1780            | Mr. Willem de Meester van 's Heerenloo                     |                    |                                                 |
| 1785            | Mr. Willem de Meester van 's Heerenloo                     |                    |                                                 |
| 1790            | Mr. Willem de Meester van 's Heerenloo                     |                    |                                                 |
| 1791            | Jan Elias Nicolaas van Lynden van Hoevelaken               | Orangist           |                                                 |
|                 |                                                            |                    |                                                 |
| 1811 - 1812     | Mr. Johan Cornelis Francois de Vries                       |                    | functie heet maire                              |
| 1812 - 1814     | Jan Weijer van Overmeer Fischer                            |                    | 1813 functie heet weer burgemeester             |
| 1814 - 1815     | Roelof Wolter Herman baron van Broeckhuysen                | Royalist           |                                                 |
| 1819 - ca. 1824 | Johannes Jacobus van Loenen (ca.1786-1864)                 |                    |                                                 |
| 1824 - 1844     | Mr. Hendrik Frans van Meurs van Hulshorst                  | Liberaal           |                                                 |
| 1844 - 1850     | Mr. Wilhem Abraham de Meester van 's Heerenloo (1792-1850) |                    | zoon van mr. W. de Meester van 's Heerenloo     |
| 1850 - 1855     | Hendrik Frans van Meurs                                    |                    | neef van mr. H.F. van Meurs van Hulshorst       |
| 1855 - 1864     | Mr. Gerrit Abraham de Meester (1817-1864)                  | Liberaal           | zoon van mr. W.A. de Meester van 's Heerenloo   |
| 1864 - 1897     | Mr. Daniel van Meurs                                       | Liberaal           |                                                 |
| 1897 - 1902     | Jhr.mr.dr. Carl Adolf Elias                                | Liberaal           |                                                 |
| 1903 - 1928     | Marius Gerard Jacob Kempers                                |                    |                                                 |
| 1928 - 1940     | Jan (J.) de Jong Saakes                                    |                    |                                                 |
| 1940 - 1941     | Willem (W.L.J.) Köster Henke                               |                    | waarnemend burgemeester                         |
| 1941 - 1944     | Mr. H.C. Vos                                               |                    | ontslagen door bezetter                         |
| 1944 - 1944     | A. Janssen Jzn.                                            |                    | waarnemend burgemeester                         |
| 1944 - 1945     | G.H. Klomp                                                 |                    | aangesteld door bezetter                        |
| 1945 - 1945     | Mr. H.C. Vos                                               |                    | ontslagen door chef Binnenlandse Strijdkrachten |
| 1945 - 1946     | A. Janssen Jzn.                                            |                    | waarnemend burgemeester                         |
| 1946 - 1971     | Gijs (Gijsbert Jan) Numan                                  |                    |                                                 |
| 1971 - 1978     | Max (Marcus Hendrik) Malcorps                              | CHU                | was burgemeester van Hasselt                    |
| 1978 - 1992     | Jaap (Jacob Elbert) van Boeijen                            | CHU / CDA          |                                                 |
| 1992 - 2004     | Johan (J.G.) de Groot                                      | CDA                |                                                 |
| 2005 - 2012     | Drs. John (Johannes Cornelius Gerardus Maria) Berends      | CDA                |                                                 |
| 2012 - 2013     | Annelies (Anna Elisabeth Hermanna) van der Kolk            | ChristenUnie       | waarnemend burgemeester                         |
| 2013 - 2023     | Harm-Jan (Harm Jan) van Schaik                             | CDA                |                                                 |
| 2023 - heden    | Jeroen Joon                                                | VVD                | tot sept. 2024 waarnemend                       |